# Ursula Vogel-Weidemann
Ursula Vogel-Weidemann (* 26. September 1930 in Windhoek; † 6. Mai 1997 in Pretoria) war eine deutsch-südafrikanische Althistorikerin.

## Leben und Wirken
Ursula Weidemann war Tochter eines Deutschen, der Rektor der Deutschen Schule in Windhoek war. Sie begann ihre akademische Ausbildung zunächst an der Universität des Freistaates in Bloemfontein und wechselte von dort 1954 an die Universität Heidelberg. Dort wurde Hans Schaefer ihr wichtigster Lehrer, bei dem sie auch 1957 mit der Arbeit Die Statthalter von Africa und Asia in den Jahren 14–54 n. Chr. Eine Untersuchung zu der Personalpolitik der julio-claudischen-Kaiser promoviert wurde. Anschließend war sie Inhaberin des Reisestipendiums des Deutschen Archäologischen Instituts.
1960 wurde sie wissenschaftliche Assistentin bei Schaefer. Im Jahr darauf verhinderte eine wissenschaftliche Verpflichtung ihre Teilnahme an einer Exkursion des Heidelberger Seminars in die Türkei, die in einer der schlimmsten personellen Katastrophen für die deutsche Althistorie endete: Am 23. September 1961 starben Schaefer, der zweite Heidelberger Lehrstuhlinhaber Jacques Moreau sowie acht weitere Assistenten und Studenten bei einem Flugzeugabsturz nahe Ankara. Nach dem Unfall wurde Weidemann zur Wissenschaftlichen Rätin ernannt und vertrat bis zur Berufung Fritz Gschnitzers 1962 die Alte Geschichte in Heidelberg.
Gemeinsam mit Walter Schmitthenner, einem weiteren Schaefer-Schüler, gab sie zwei Jahre später in Andenken an ihren Lehrer dessen Kleine Schriften (Aufsätze etc.) heraus. Mit ihrem südafrikanischen Mann kehrte sie 1967 wieder nach Südafrika zurück. Dort lehrte sie ab 1969 an der University of South Africa in Pretoria bis zu ihrer Pensionierung 1995 Alte Geschichte und stand seit 1981 auch dem dortigen Department of Classics vor.
Vogel-Weidemann forschte insbesondere zur Politik und Prosopographie des ersten Jahrhunderts nach Christus. 1982 brachte sie dabei ihre Dissertation in überarbeiteter und erweiterter Form nochmals heraus, das Werk hatte nun mehr als 700 Seiten. Es galt lange als Grundlagenwerk zum frühen Prinzipat. Sie gab zudem für eineinhalb Jahrzehnte bis 1996 die Schriftenreihe Acta Classica der Classical Association of South Africa heraus.

## Schriften (Auswahl)
- als Herausgeberin mit Walter Schmitthenner: Hans Schaefer: Probleme der alten Geschichte. Gesammelte Abhandlungen und Vorträge. Vandenhoeck & Ruprecht, Göttingen 1963.
- Die Statthalter von Africa und Asia in den Jahren 14–68 n. Chr. Eine Untersuchung zum Verhältnis Princeps und Senat. Habelt, Bonn 1982, ISBN 3-7749-1412-5 (= Antiquitas. Reihe 1, Bd. 31).